# Altenhammer
Altenhammer è una frazione del comune di Flossenbürg nel circondario di Neustadt an der Waldnaab in Baviera.
Tra il dicembre 1944 e il 16 aprile 1945 fu la sede di un sottocampo del campo di concentramento di Flossenbürg.
Vi furono trasferiti dal campo principale 250 deportati polacchi (compresi circa 100 ebrei), 150 russi, 100 cechi, 50 tedeschi, 40 francesi, 40 italiani e deportati di altre 8 nazionalità.
I deportati erano impiegati nel lavoro forzato per la produzione di parti di aereo (Me 109) per la Messerschmitt nelle unità "Stich" e "Ambos", organizzato in due turni di lavoro dal febbraio 1945. Inoltre esisteva un "dipartimento scientifico" in cui dei chimici ebrei lavoravano su un filtro antigas per conto della Marina.
Nel marzo 1945 i prigionieri che lavorarono per la Messerschmitt erano 618 e 22 quelli che lavoravano nel dipartimento scientifico.
I prigionieri erano alloggiati all'interno degli stessi laboratori. Nel febbraio 1945 scoppiò un'epidemia di tifo petecchiale aggravata dalle pessime condizioni igieniche.
Il comandante del campo era Ewald Reinhold Heerde e la vigilanza era affidata a 36 sentinelle. I deportati erano sottoposti ai maltrattamenti di Heerde, del direttore di produzione (un maggiore della Luftwaffe) e del lagerälteste (il decano del campo) Wissmann.
Ad Altenhammer si registrarono ufficialmente tra i deportati almeno 45 morti, anche se alcuni testimoni affermarono che ce ne furono fino a 200. Molti ammalati morirono dopo essere stati ricondotti al vicino campo principale di Flossenbürg.
Il campo fu chiuso il 16 aprile 1945 e i deportati tornarono alle baracche per la quarantena del campo principale. Quelli di nazionalità tedesca furono rilasciati a Flossenbürg, mentre gli altri furono inviati con le marce della morte verso Dachau.
I locali usati per la produzione furono smantellati e non esiste oggi alcun sito commemorativo.